# 亞歷山大·波利

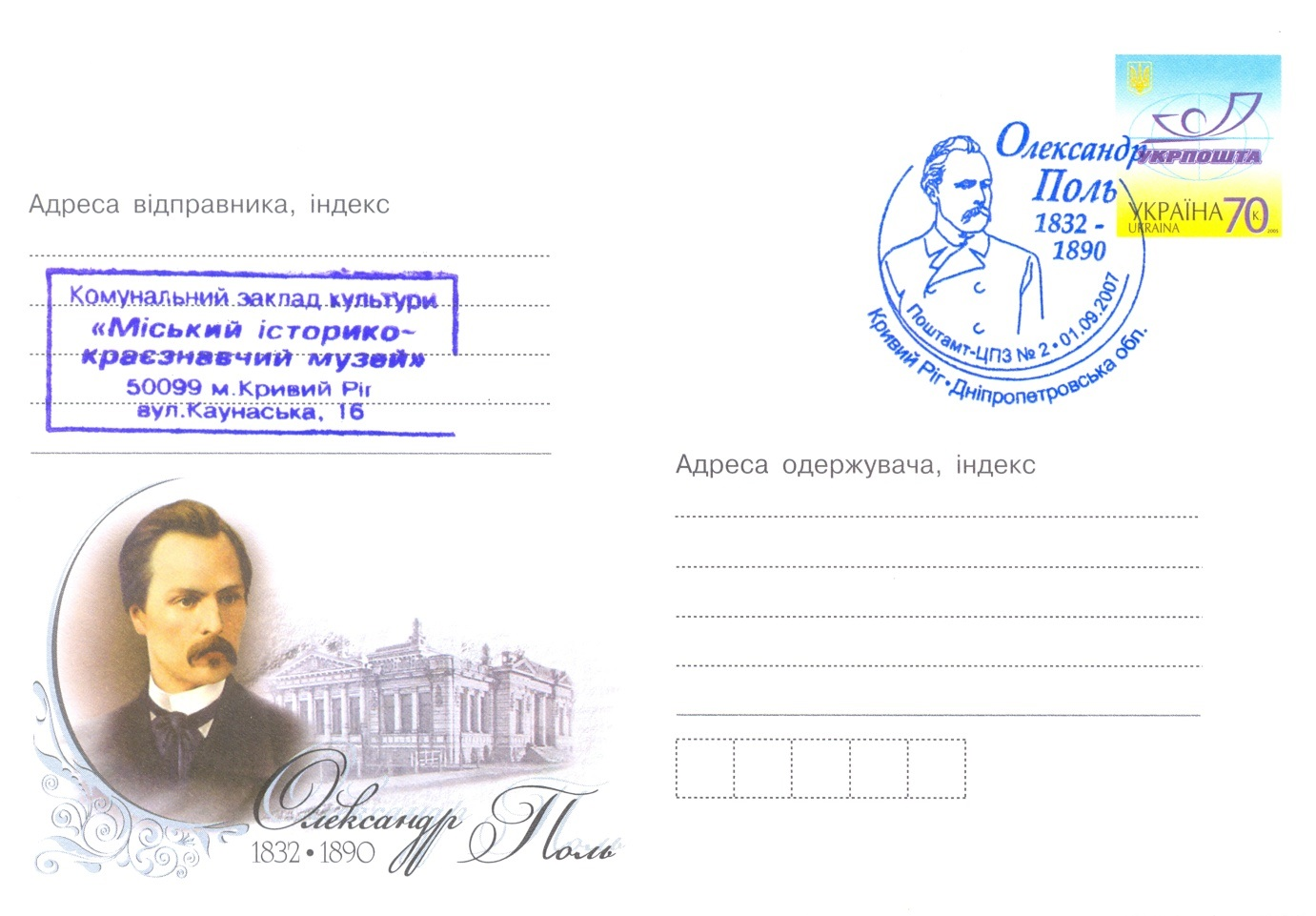
烏克蘭2007年發行紀念波利的明信片

亚历山大·米科拉約維奇·波利（1832年9月1日—1890年8月7日），俄羅斯帝國波罗的海德意志裔烏克蘭地質、民族誌、考古學家，也是位商人。

## 生平
1850年，亚历山大·波利自波塔瓦公立中學畢業，接著赴立窩尼亞塔尔图接受高等教育，學習法律與外交學。1854年，大學畢業後定居。
亚历山大·波利因發現克里维里赫铁矿盆地而受到讚譽，這刺激了這個村莊轉型成支持工業發展的礦區。1874年，亞歷山大二世啟動了一條運行里程達505公里的鐵路，這使得交通能夠連接到最近的工廠，並大大加快了克里維里赫地區的發展。

## 獲頒榮譽
- 聖斯坦尼斯拉夫勳章（俄语：Орден_Святого_Станислава_(Российская_империя)）[3]
- 第一位葉卡捷琳諾斯拉夫（今聶伯城）榮譽市民[4]
- 克里維里赫榮譽市民[5]

1908年，於克里維里赫豎立其紀念碑，而今日的紀念碑是2005年時豎立的。

## 備注
1. ↑  俄語羅馬化：Aleksandr Nikolayevich Pol'
2. ↑  烏克蘭語羅馬化：Oleksandr Mykolaiovych Pol